# Clara Thompson
Pour les articles homonymes, voir Thompson.
Clara Mabel Thompson, née le 3 octobre 1893 à Providence, Rhode Island et morte le 20 décembre 1958 à New York, est une psychiatre et psychanalyste américaine. Elle est cofondatrice du William Alanson White Institute.

## Biographie
Clara Thompson est diplômée de Pembroke College, l'université pour femmes de l'université Brown. En 1916, elle s'inscrit à la faculté de médecine de l'université Johns-Hopkins, alors qu'elle envisage de devenir médecin missionnaire. Elle rompt ses fiançailles lorsque son futur mari exige qu'elle choisisse entre le mariage et la médecine. Elle travaille au dispensaire pour les femmes et les enfants, l'actuel Lower Manhattan Hospital, et elle finit son internat à la clinique Phipps en 1925.
Sur les conseils de Harry Stack Sullivan, Clara Thompson se forme à la psychanalyse avec Sándor Ferenczi. Elle fait plusieurs séjours à Budapest, durant les étés 1928 et 1929, puis elle y réside de juin 1931 à 1933, jusqu'à la mort de Ferenczi. Elle enseigne à Vassar College, et à l'Institut psychanalytique de New York de 1934 à 1941. Elle démissionne de l'institut de psychanalyse au moment du départ de Karen Horney. Elle est cofondatrice, avec plusieurs analystes, notamment Karen Horney et Erich Fromm, de l'American Association for the Advancement of Psychoanalysis qu'elle quitte au bout de deux ans, lorsque Karen Horney demande l'exclusion des psychanalystes non médecins et force Erich Fromm au départ. 
En 1943, elle fonde le William Alanson White Institute à New York, avec Erich Fromm, Harry Stack Sullivan, Frieda Fromm-Reichmann, David Rioch et Janet Rioch. Elle en a été la directrice. Elle est connue comme psychanalyste culturaliste (en),.

## Publications
- Psychoanalysis: Evolution and Development, 1950
- Interpersonal Psychoanalysis: The Selected Papers of Clara M. Thompson, édition de Maurice Green, 1964
- On Women, éd. de Maurice Green, 1971
- « The different schools of psychoanalysis », American Journal of Nursing, vol. 57, p. 1304-1307, 1957.